# The Day (film)
The Day is een Canadese post-apocalyptische film uit 2011, geregisseerd door Douglas Aarniokoski. De film ging in première op 16 september 2011 op het Internationaal filmfestival van Toronto.

## Verhaal
In een grimmige post-apocalyptische wereld zoekt een groep van vijf gewapende overlevenden hun toevlucht. Die ze uiteindelijk vinden in een verlaten boerderij. Deze boerderij blijkt echter een enorme valkuil te zijn van hun vijand.

## Rolverdeling
| Acteur           | Personage |
| ---------------- | --------- |
| Ashley Bell      | Mary      |
| Shawn Ashmore    | Adam      |
| Shannyn Sossamon | Shannon   |
| Cory Hardrict    | Henson    |
| Dominic Monaghan | Rick      |